# Mesyanzhinovviridae
Mesyanzhinovviridae ist die Bezeichnung für eine Familie von Viren mit sog. Kopf-Schwanz-Aufbau (Klasse Caudoviricetes), die Bakterien verschiedener Arten (Spezies) infizieren (solche bakteriellen Viren werden auch Bakteriophagen genannt).
Die Familie wurde im März/April 2022 vom International Committee on Taxonomy of Viruses eingerichtet.

## Forschungsgeschichte
Die Familie Mesyanzhinovviridae wurde im März/April 2022 vom International Committee on Taxonomy of Viruses (ICTV) mit der Master Species List (MSL) #37 eingerichtet. Damit wurde dem Vorschlag 2021.051B von Evelin M. Adriaenssens et al. stattgegeben, dem Analysen einer Reihe bis dato klassifizierter sowie nicht klassifizierter Pseudomonas-Siphoviren aus den gemäßigten Breiten mit Hilfe verschiedener molekularer Tools (VIRIDIC, ViPTree, CoreGenes, phylogeny.fr) zugrunde lagen.

## Beschreibung
Die Mesyanzhinovviridae haben die für Mitglieder der Caudoviricetes typische Kopf-Schwanz-Struktur. Das Kapsid des Kopfes ist nicht umhüllt und zeigt eine (deutlich nicht-isometrische) länglich-gestreckte ikosaedrische Symmetrie mit einer Länge von ca. 72 nm und einem Durchmesser von ca. 51 nm. Der Schwanzteil hat mit etwa 145 nm die für den Morphotyp der Siphoviren typische große Länge.

## Genom und Proteom
Das Genom der Mesyanzhinovviridae ist ein lineares dsDNA-Molekül mit einer Länge von ungefähr 60–61 kbp (Kilobasenpaare).
Es kodiert für ungefähr 77–80 Gene und keine tRNAs.
Der G+C-Gehalt beträgt ca. 64,2 mol%.
Das Genom kodiert u. a. für folgende Enzyme:
- DNA-Helikase
- Thymidylat-Synthase
- Desoxycytidylat-Desaminase (dCMP-Desaminase),[4]
- Integrase
- Terminase der großen Untereinheit[5]
- Portalprotein
- zwei Strukturproteine

## Replikation
Die Replikation der Mesyanzhinovviridae erfolgt im Zytoplasma der Wirtszellen. Der Replikationszyklus umfasst die folgenden Schritte:
1. Adsorption (Anheftung): Die Viruspartikel des Phagen heften sich über ihre Schwanzfasern an die Adhäsionsrezeptoren der Wirtszellen.
2. Entleerung der Virus-DNA aus dem Kapsid (Kopf) durch ein langes, flexibles Schwanzauswurfsystem (engl. tail ejection system)[6] in das Zytoplasma der Wirtszelle
3. Das lineare DNA-Genom des Phagen wird ringförmig geschlossen (zirkularisiert) – oder (per Integrase) in das Wirtsbakterium-Chromosom integriert.
4. Im ersten (lytischen) Fall geht es weiter mit der Transkription und Translation der „frühen“ Gene
5. Replikation der DNA des Virus-Genoms
6. Transkription und Translation der „späten“ Gene
7. Zusammenbau (englisch Assembly) eines leeren Prokapsids und Verpackung des Genoms.
8. Zusammenbau der Virusschwanzfasern und des Virusschwanzes.
9. Die reifen Virionen werden durch Lyse aus der Wirtszelle freigesetzt.

## Etymologie
Die Name der Familie Mesyanzhinovviridae ehrt den russischen Professor Vadim V. Mesyanzhinov (1940 – 2019) für seine Forschungen über die Mechanismen der Proteinfaltung und -zusammensetzung sowie der strukturellen Genomik; seine Bemühungen galten auch dem Aufbau internationaler Beziehungen zwischen russischen und westlichen Phagenforschern.
Die Endung ‚-viridae‘ bezeichnet Virusfamilien.
Die Unterfamilie Bradleyvirinae ist benannt zu Ehren des britisch-kanadischen Mikrobiologen David Edward Bradley (1930 – 2018). Er leistete wichtige Beiträge zur Taxonomie und Klassifizierung der Bakteriophagen. Die Endung ‚-virinae‘ bezeichnet Virusunterfamilien.
Der Name der Unterfamilie Rabinowitzvirinae ehrt Genia Rabinowitz (1883–1977). Sie war Bakteriologin in der Abteilung für Pathologie und Bakteriologie am Beth-El Hospital in Brooklyn, New York, und untersuchte als eine der ersten Wissenschaftlerinnen (1934) die Bakteriophagen von Bacillus pyocyaneus (heutige Bezeichnung: Pseudomonas aeruginosa).

## Systematik
Innere Systematik der Familie Mesyanzhinovviridae gemäß International Committee on Taxonomy of Viruses (ICTV) mit Stand Mai/Juni 2024:
Familie: Mesyanzhinovviridae
- Unterfamilie Bradleyvirinae
  - Gattung Abidjanvirus (früher Ab18virus)
    - Spezies Abidjanvirus ZC01, mit Pseudomonas-Phage ZC01 (früher zur Spezies Pseudomonas-Virus Ab18)
    - Spezies Pseudomonas virus Ab18 (Pseudomonas-Virus Ab18), mit Pseudomonas-Phage vB_PaeS_PAO1_Ab18 und Pseudomonas-Phage vB_PaeS_PAO1_Ab20
    - Spezies Pseudomonas virus Ab19 (Pseudomonas-Virus Ab19)
    - Spezies Pseudomonas virus PaMx11 (Pseudomonas-Virus PaMx11)
    - Spezies „Pseudomonas phage AIIMS-Plu-RaNi“ („Pseudomonas-Phage AIIMS-Plu-RaNi“)
    - Spezies „Pseudomonas phage PA_LZ03“ („Pseudomonas-Phage PA_LZ03“)

  - Gattung Bosavirus
    - Spezies Bosavirus Axl1, mit Stenotrophomonas-Phage vB_SmaS-AXL_1
    - Spezies Bosavirus bosa, mit Xanthomonas-Phage Bosa[10]
    - Spezies Bosavirus Doca6, mit Xanthomonas-Phage vB_Xar_IVIA-DoCa6
    - Spezies Bosavirus Doca10, mit Xanthomonas-Phage vB_Xar_IVIA-DoCa10
    - Spezies Bosavirus FMYAK, mit Xanthomonas-Phage FMYAK-P1
    - Spezies Bosavirus Xp12 (früher zu Gattung Pamexvirus), mit Xanthomonas phage Xp12 (Xanthomonas-Phage Xp12)
    - Spezies „Stenotrophomonas phage DLP4“ („Stenotrophomonas-Phage DLP4“)

  - Gattung Cinvestavvirus (abgetrennt von Pamexvirus, ehem. Pamx74virus)
    - Spezies Cinvestavvirus PaMx74, mit Pseudomonas-Phage PaMx74

  - Gattung Docaquintavirus
    - Spezies Docaquintavirus doca5, mit Xanthomonas-Phage vB_Xar_IVIA-DoCa5

  - Gattung Donnerlittchenvirus
    - Spezies Donnerlittchenvirus donnerlittchenvirus, mit Janthinobacterium-Phage vB_JliM-Donnerlittchen

  - Gattung Elanorvirus
    - Spezies Elanorvirus elanor, mit Xanthomonas-Phage Elanor

  - Gattung Epaquintavirus
    - Spezies Epaquintavirus Epa5, mit Pseudomonas-Phage Epa5[11]
    - Spezies „Pseudomonas phage Epa43“ („Pseudomonas-Phage Epa43“)

  - Gattung Ghuizhouvirus
    - Spezies Ghuizhouvirus A1432, mit Stenotrophomonas-Phage A1432

  - Gattung Mallosvirus
    - Spezies Mallosvirus mallos, mit Xanthomonas-Phage Mallos

  - Gattung Pamexvirus (früher Pamx74virus – nach dem inzwischen in die Gattung Cinvestavvirus verschobenen Pseudomonas-Phagen PaMx74) 
    - Spezies Pamexvirus AAT1, mit Pseudomonas-Phage AAT-1
    - Spezies Pamexvirus PaMx28, mit Pseudomonas-Phage PaMx28
    - Spezies Pamexvirus phiH1, mit Pseudomonas-Phage phiH1
    - Spezies Pamexvirus phiH2, mit Pseudomonas-Phage phiH2

  - Gattung Xooduovirus
    - Spezies Xooduovirus QDWS359, mit Stenotrophomonas-Phage vB_Sm_QDWS359
    - Spezies Xooduovirus Xoosp2, mit Xanthomonas-Phage Xoo-sp2[12]

- Unterfamilie Rabinowitzvirinae
  - Gattung Vojvodinavirus (Bordetella-Phagen)
    - Spezies Bordetella virus CN1 (Bordetella-Virus CN1)
    - Spezies Bordetella virus CN2 (Bordetella-Virus CN2)
    - Spezies Bordetella virus FP1 (Bordetella-Virus FP1)
    - Spezies Bordetella virus MW2 (Bordetella-Virus MW2)

  - Gattung Yuavirus (früher Yualikevirus; Pseudomonas-Phagen)
    - Spezies Pseudomonas virus LKO4 (Pseudomonas-Virus LKO4)
    - Spezies Pseudomonas virus M6 (Pseudomonas-Virus M6)
    - Spezies Pseudomonas virus MP1412 (Pseudomonas-Virus MP1412)
    - Spezies Pseudomonas virus PAE1 (Pseudomonas-Virus PAE1)
    - Spezies Pseudomonas virus Yua (Pseudomonas-Virus Yua)
    - Spezies „Pseudomonas phage 185“ („Pseudomonas-Phage 185“)
    - Spezies „Pseudomonas phage Chuck“ („Pseudomonas-Phage Chuck“)
    - Spezies „Pseudomonas phage Churro“ („Pseudomonas-Phage Churro“)
    - Spezies „Pseudomonas phage Clover“ („Pseudomonas-Phage Clover“)
    - Spezies „Pseudomonas phage Epa38“ („Pseudomonas-Phage Epa38“)
    - Spezies „Sphaerotilus phage SN1“ („Sphaerotilus-Phage SN1“)

- ohne Zuweisung einer Unterfamilie
  - Gattung Keylargovirus
    - Spezies Keylargovirus JL001 (Alphaproteobacteria-Virus phiJl001), mit Alphaproteobacteria phage PhiJL001 alias Bacteriophage phi JL001 (ΦJL001)[13][14][A. 1][13][15]

  - ohne Gattungszuweisung
    - Spezies „Stenotrophomonas-Phage Sonora“ (engl. „Stenotrophomonas phage Sonora“)

Vorgeschlagene Mitglieder (nicht vom ICTV bestätigt, in Anführungszeichen) sind der Taxonomie des National Center for Biotechnology Information (NCBI) entnommen (auszugsweise).

## Wirtsspektrum
Die Wirte der Mesyanzhinovviridae sind Bakterien aus verschiedenen Klassen der Pseudomonadota (Proteobakterien), darunter
- Alphaproteobacteria (bei Keylargovirus JL001 etwa Stamm JL001[15])
- Betaproteobacteria (Sphaerotilus,[17] Bordetella)
- Gammaproteobacteria (Pseudomonas, Stenotrophomonas,[18] Xanthomonas)